# Gebel Nefusa
Il Gebel Nefusa, oggi definito col nome ufficiale Eljabel Elgharbi (in arabo الجبل الغربي‎?, Il monte occidentale; in berbero Drar n Infusen), è un altopiano calcareo situato in Tripolitania, nella Libia nordoccidentale. Separa la pianura costiera della Gefara a nord dal pianoro dell'Hamada el-Hamra a sud. L'altopiano ha una lunghezza di circa 190 chilometri e disegna un arco che parte dal confine tunisino, passa per la zona del Kiklah poi curva verso nord-est e termina in una zona collinare presso la costa mediterranea in prossimità della città di Homs. L'altezza va dai 460 ai 980 m.
Questa regione presenta una notevole importanza dal punto di vista etno-linguistico, in quanto ha mantenuto un'identità berbera; buona parte della popolazione locale parla il nefusi, variante della lingua berbera. Dal punto di vista architettonico la regione è caratterizzata dalla presenza dei caratteristici ksar. Fino alla prima metà del XX secolo vi era una cospicua comunità di ebrei trogloditi, che si contraddistinguevano per vari elementi culturali. Le principali città della regione sono Nalut, Kabaw, Giado, Qasr el-Haj, Tarmeisa, Yefren, Garian e Tarhuna.